# ستيفن أوهارا
ستيفن أوهارا (بالإنجليزية: Steven O'Hara)‏ هو لاعب غولف بريطاني، ولد في 17 يوليو 1980 في بلزهيل ‏ في المملكة المتحدة.

## وصلات خارجية
- ستيفن أوهارا على موقع رابطة أوروبا للاعبي الغولف المحترفين (الإنجليزية)
- ستيفن أوهارا على موقع التصنيف العالمي الرسمي للغولف (الإنجليزية)